# 陳善道
陳善道（1525年—？），字伯敬，號静斋，直隸保定府蠡縣人，軍籍，明朝政治人物。

## 生平
嘉靖三十一年（1552年）壬子科順天府鄉試第一百二十一名舉人。嘉靖三十五年（1556年）中式丙辰科三甲第一百七十名進士。户部观政，授浙江杭州府推官，四十年升刑部主事，四十二年升员外，四十三年升浙江佥事，隆慶元年八月升河南左参议，四年四月升陕西按察司副使，六年五月升四川布政司右参政，万历二年正月升本省按察使。

## 家族
曾祖陳浩；祖父陳秀；父陳邦佑，贈推官；母李氏，封太孺人。兄王道（生员）。